# Louis Le Bon Desmottes
Louis Le Bon Desmottes est un militaire français des guerres napoléoniennes.
Entré au service en 1806 dans les gendarmes d'ordonnance de la Garde impériale, à leur création Louis Le Bon Desmottes fit avec eux les campagnes de Prusse et assista aux affaires qui furent livrées sous les murs de Colberg, en Poméranie. Plus tard, il se trouva aux combats de Guttstatdt et d'Heilsberg et à la bataille de Friedland. Il était à Tilsitt et fit partie du piquet de l'Empereur à la mémorable entrevue des deux empereurs sur le Niémen. En 1807, au licenciement des gendarmes d'ordonnance Le Bon Desmottes fut incorporé dans les chasseurs à cheval de la Garde impériale, et fit, dans ce corps, la campagne de 1808 en Espagne. Il se trouva aux combats de Burgos et de Somo-Sierra, à la prise de Madrid et à la bataille de Benavente où il fut blessé-d'un coup de sabre. Rentré en France avec la Garde impériale, il rejoignit en Allemagne le 19e régiment de chasseurs où il venait d'être nommé sous-lieutenant, et fit, avec ce corps, les campagnes de 1809, 1810, 1811, 1812, 1813 ; fait prisonnier à Wagram après avoir eu un cheval tué sous lui, il fut échangé quelques jours après.
En Russie, il faisait partie du corps d'armée du prince Eugène de Beauharnais, dont son régiment formait l'avant-garde, et assista aux batailles de Vitebsk, de Smolensk et de la Moskova. Dans cette dernière, il eut un cheval tué sous lui au pied de la grande redoute. Il était à Maloyaroslavets, et fut dans la retraite l'un des hommes de l'escadron sacré.
Après la réorganisation des débris de l'armée de Russie en Silésie, Le Bon Desmottes continua la campagne sous les ordres du vice-roi d'Italie, et fut l'un des officiers qui échangèrent les premiers coups de sabre avec les Prussiens après leur défection. Il assista aux batailles de Lützen et de Bautzen, et fut atteint d'une balle dans le flanc droit. Au combat de Goldberg, le 23 août 1813, il ne prit que le temps de se faire panser, et un quart d'heure après il était à la tête de sa compagnie. La croix d'honneur fut la récompense de sa bravoure. Il fut blessé de nouveau d'une balle à la cuisse et de deux coups de lance à l'affaire de Muehlberg. Son cheval ayant été tué sous lui, il resta au pouvoir de l'ennemi. Quelque temps après, il parvint à s'échapper et se retira dans la place de Torgau, où il resta jusqu'à la capitulation.
Rentré en France en avril 1814, Louis Le Bon Desmottes fut placé au 10e régiment de chasseurs en qualité de capitaine adjudant-major. En 1815, il fit la campagne de Waterloo comme aide-de-camp du général Auguste Houssin de Saint-Laurent. Revenu sous les murs de Paris, à la Villette, il courut les plus grands dangers en voulant sauver des gardes nationaux. Mis en demi-solde à la seconde Restauration, il fut replacé au 5e régiment de chasseurs, avec lequel il fit la campagne de Catalogne en 1823. Il commandait l'avant-garde du général Achard à la prise de Martorell (Catalogne). Il fut mis à l'ordre du jour pour cette affaire, et une décision particulière du duc d'Angoulême le fit entrer dans le 1er régiment de cuirassiers de la Garde royale, et fut en outre fait chevalier de l'ordre de Saint-Louis, et reçut la croix de l'ordre d'Espagne de Saint-Ferdinand, de 2e classe.
Le Bon Desmottes passa en 1828 chef d'escadron au 8e cuirassiers ; en 1832, il fut nommé lieutenant-colonel de la même arme et, en 1838, il obtint le commandement du régiment de carabiniers. Il a été en outre nommé officier de la Légion d'honneur en 1831. Nommé général de brigade le 26 avril 1846, puis commandeur de la Légion d'honneur, il a été appelé le 20 août 1849 au commandement de la 3e brigade de la division de cavalerie de l'armée des Alpes.

## Source
« Louis Le Bon Desmottes », dans Charles Mullié, Biographie des célébrités militaires des armées de terre et de mer de 1789 à 1850, 1852 [détail de l’édition]